# Pachycopsis tabogana
Pachycopsis tabogana är en fjärilsart som beskrevs av Louis Beethoven Prout 1933. Pachycopsis tabogana ingår i släktet Pachycopsis och familjen mätare. Inga underarter finns listade i Catalogue of Life.